# Toro Negro
Toro Negro es un barrio ubicado en el municipio de Ciales en el Estado Libre Asociado de Puerto Rico. En el Censo de 2010 tenía una población de 970 habitantes y una densidad poblacional de 29,83 personas por km².

## Geografía
Toro Negro se encuentra ubicado en las coordenadas 18°12′52″N 66°31′45″O / 18.21444, -66.52917. Según la Oficina del Censo de los Estados Unidos, Toro Negro tiene una superficie total de 32.51 km², de la cual 32.43 km² corresponden a tierra firme y (0.25%) 0.08 km² es agua.

## Demografía
Según el censo de 2010, había 970 personas residiendo en Toro Negro. La densidad de población era de 29,83 hab./km². De los 970 habitantes, Toro Negro estaba compuesto por el 89.48% blancos, el 5.88% eran afroamericanos, el 2.99% eran de otras razas y el 1.65% pertenecían a dos o más razas. Del total de la población el 99.38% eran hispanos o latinos de cualquier raza.